# John Marshall Dugdale
Pour les articles homonymes, voir John Dugdale et Dugdale.
John Marshall Dugdale (Eccles, 1851 - Llanfyllin, 1918) est un avocat et homme politique britannique. Il est également l'un des premiers joueurs internationaux anglais de rugby, ayant participé comme forward (avant) au tout premier match international de l'histoire opposant l'Angleterre à l'Écosse le 27 mars 1871.

## Biographie

### Jeunesse et formation
John Marshall Dugdale naît le 15 octobre 1851 dans le quartier d'Irwell Bank d'Eccles, dans la Cité de Salford, qui fait partie du Grand Manchester,. Il est baptisé à Eccles le 1er janvier 1852.
Il est le fils de John Dugdale, Esq. du 9, Hyde Park Gardens (en), à Londres et de Llwyn, Llanfyllin, dans le Montgomeryshire.
Il fait ses études à la Rugby School ainsi qu'au Brasenose College, qui fait partie de l'université d'Oxford, où il obtient son Bachelor of Arts.

### Carrière de rugby

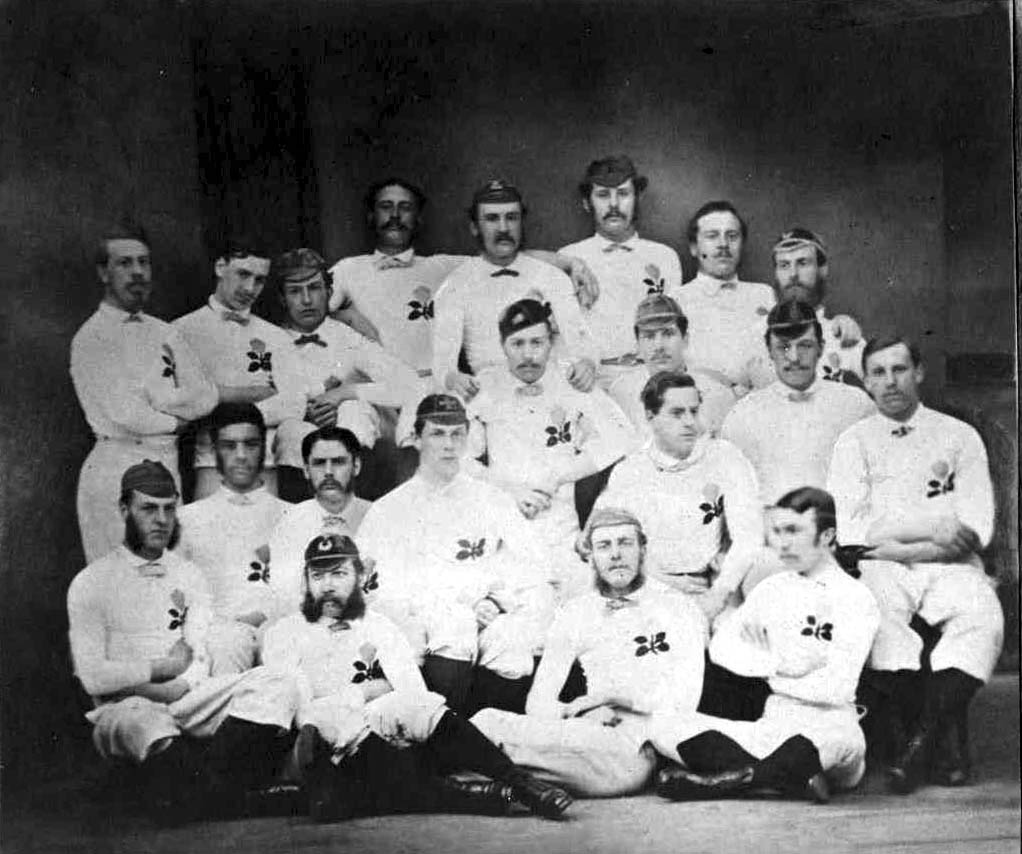
L'équipe d'Angleterre ayant disputé le premier match international de rugby de l'histoire, en 1871.

Étudiant de l'école de Rugby, Dugdale joue au football selon les règles de cette école. Il évolue ensuite comme forward (avant) au sein du Ravenscourt Park Football Club, une école habituée à accueillir d'anciens étudiants de Rugby (Old Rugbeians)
Il fait partie de ces dix anciens à être sélectionnés pour représenter l'Angleterre lors du tout premier match international de rugby de l'histoire contre l'Écosse, ayant lieu le 27 mars 1871 à Édimbourg. L'Écosse l'emporte 1 à 0 en inscrivant 2 essais et 1 transformation contre 1 essai non transformé pour l'Angleterre (seules les transformations rapportaient des points à l'époque),.
Comme douze autre joueurs, c'est cependant le seul match international qu'il aura joué,,.

### Carrière professionnelle
Après ses études, il s'installe à Londres, ce qui lui donne l'opportunité de jouer pour Ravenscourt Park, tout en se formant comme avocat à l'Inner Temple à partir du 18 janvier 1871. Il prête serment le 26 janvier 1875. Il était membre de l'Oxford and Cambridge Club.
Il s'installe dans le Montgomeryshire, au pays de Galles, en tant que juge de paix. Il est actif dans les cercles politiques, militaires et administratifs du comté. En 1872, il devint cornette de la Yeomanry Cavalry of Montgomeryshire et plus tard major de la Yeomanry de 1889 à 1892. En février 1893, il devient sous-lieutenant du Montgomeryshire, et est maire de Llanfyllin de 1893 à 1899, puis réélu en 1910,. En 1896, il devient haut-shérif du Montgomeryshire. Il siège au conseil d'administration du Bangor University College. Il est l'auteur d'un livre sur sa ville d'adoption, A History of the Parish of Llanfyllin from 1861 to 1915.

### Vie privée
Il épouse Isabella Hargreaves le 20 juillet 1876 à Tarporley, Cheshire,.
Dugdale meurt le 30 octobre 1918 à l'âge de 67 ans à Llanfyllin et y est inhumé le 2 novembre 1918.